# Sharurah
Sharurah (in arabo شرورة‎?) è una cittadina nella provincia di Najran, nel sud dell'Arabia Saudita, a circa 300 km dalla città di Najrān. Si trova nel grande deserto del quarto vuoto della penisola arabica, vicino al confine con lo Yemen, facendo quindi servizio di città di confine, ed essendo quindi sito di notevole importanza strategica con numerosi impianti e strutture logistiche militari. È servito da un aeroporto nazionale, che è collegato con Jeddah e Riad via Najran.
Nella cittadina è stato costruito, da una società italiana, un moderno ospedale militare da 50 letti, in base ad un contratto con il Ministero della Salute Saudita per la costruzione di diversi altri ospedali in varie città dell'Arabia Saudita. 
Fino ai primi anni '80 la cittadina aveva tutte le strade sterrate, così come la pista che la collegava con Najran. Verso il 1981 la pista è stata completamente asfaltata e successivamente nel 1982 questo è stato fatto per tutte le strade del centro, rendendola così raggiungibile più comodamente ed incrementandone notevolmente lo sviluppo.